# Muerte y funeral de Benedicto XVI
La muerte de Benedicto XVI, quien fue papa de la Iglesia católica desde 2005 hasta 2013, tuvo lugar a las 9:34 AM (UTC+01:00) del 31 de diciembre de 2022. El pontífice falleció a  los 95 años de edad, en su residencia del monasterio Mater Ecclesiae, en la Ciudad del Vaticano. En ese momento, Benedicto XVI ostentaba el título de papa emérito desde su renuncia al pontificado en 2013.
Su muerte se produjo tres días después de que el papa Francisco, sucesor de Benedicto XVI, anunciara un deterioro de su salud y pidiera oraciones a los fieles. Su muerte puso fin a un período de nueve años en la historia de la Iglesia católica durante el cual un papa reinante y un papa emérito vivieron dentro de la Ciudad del Vaticano.
Tras su muerte, su cuerpo estuvo expuesto en la basílica de San Pedro durante tres días, desde el 2 al 4 de enero de 2023, en los que casi 200.000 personas acudieron a despedirse del pontífice. Su funeral, que estuvo presidido por el papa Francisco, tuvo lugar al día siguiente en la plaza de San Pedro, a la que acudieron unos 50.000 fieles, además de varios monarcas, dirigentes políticos y líderes religiosos. Posteriormente los restos mortales de Benedicto XVI fueron inhumados en una tumba de las grutas vaticanas.

## Antecedentes

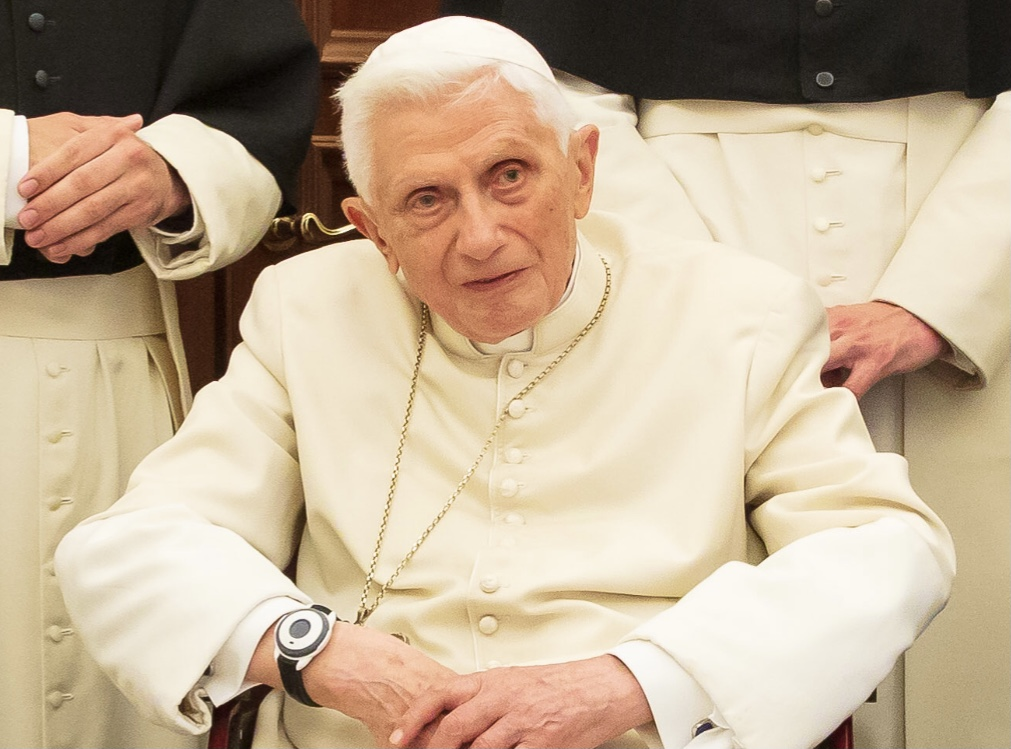
Benedicto XVI en 2019.

El cardenal Joseph Ratzinger, entonces prefecto de la Congregación para la Doctrina de la Fe, fue elegido papa Benedicto XVI el 19 de abril de 2005, sucediendo a Juan Pablo II. Renunció como papa a las 20:00 (CET) del 28 de febrero de 2013, siendo la primera renuncia papal en casi seis siglos desde el papa Gregorio XII en 1415,  y la primera en renunciar voluntariamente desde el papa Celestino V en 1294. Citó específicamente el deterioro de su salud como el motivo de su renuncia.
En octubre de 2017, una fotografía en Facebook mostraba a Benedicto con un ojo morado. Había desarrollado un hematoma después de un resbalón en su residencia. Las especulaciones sobre su salud habían surgido en las semanas anteriores.
El 1 de julio de 2020, murió su hermano, Georg Ratzinger, poco después de que Benedicto lo visitara en Alemania en junio.
El 3 de agosto de 2020, después de especulaciones entre la prensa alemana a raíz de una visita de Peter Seewald el 1 de agosto, los ayudantes de Benedicto revelaron que sufría una inflamación del nervio trigémino, pero afirmaron que su estado no era grave. El cardenal maltés Mario Grech informó a Vatican News el 2 de diciembre de 2020 que Benedicto estaba experimentando serias dificultades para hablar y, según los informes, declaró al cardenal consistorio que "el Señor me ha quitado el habla para permitirme apreciar el silencio".
Benedicto se convirtió en el papa más longevo el 4 de septiembre de 2020, con 93 años, 4 meses y 16 días, superando al papa León XIII, aunque Benedicto en ese momento ya no era papa en ejercicio.

## Últimos días

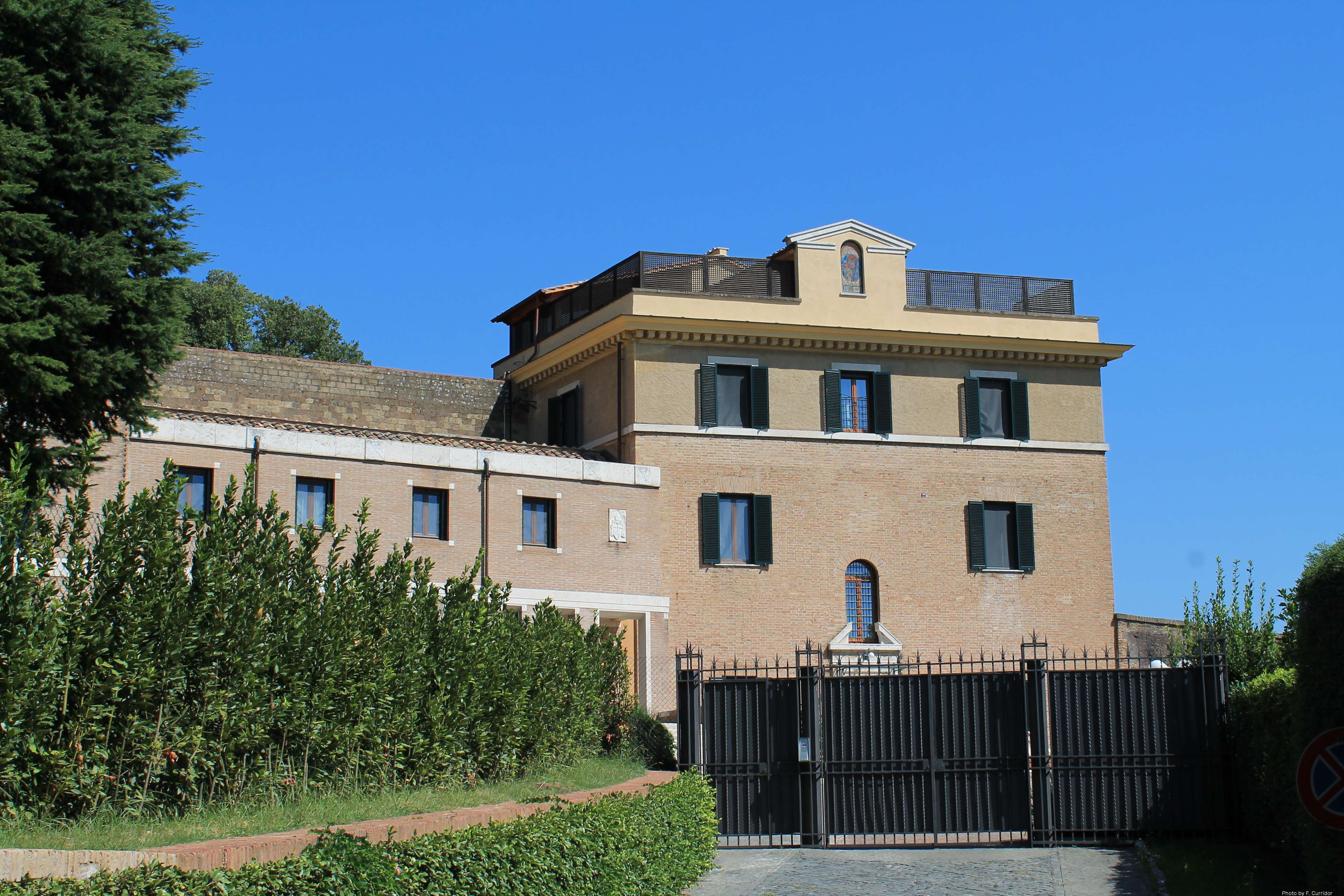
El Monasterio Mater Ecclesiae, última residencia de Benedicto XVI y lugar de su muerte.

En su audiencia general semanal del 28 de diciembre de 2022, el papa Francisco anunció que Benedicto estaba muy enfermo. Francisco no reveló la naturaleza exacta de su dolencia, pero pidió a la gente que rezara por Benedicto. Más tarde ese mismo día, Matteo Bruni, el director de la Oficina de prensa de la Santa Sede, atribuyó la enfermedad de Benedicto a la vejez y reveló que estaba bajo supervisión médica en el Monasterio Mater Ecclesiae en la Ciudad del Vaticano, donde había vivido desde su renuncia como papa. Francisco visitó a Benedicto después de la audiencia y Benedicto recibió la unción de enfermos.
El 29 de diciembre, Bruni informó que la situación de Benedicto era "grave pero estable", pero que estaba "absolutamente lúcido y alerta". Al día siguiente, Benedicto participó en la celebración de la Santa Misa en su habitación; su condición era estable. El mismo día, se celebró una Misa especial por Benedicto, en la Basílica de San Juan de Letrán

### Muerte
Benedicto XVI murió en el Monasterio Mater Ecclesiae a las 9:34 (CET) del 31 de diciembre de 2022, a la edad de 95 años.
El mismo día, la Santa Sede publicó su testamento espiritual, fechado el 29 de agosto de 2006. El arzobispo Georg Gänswein, secretario personal y confidente de Benedicto XVI, informó que sus últimas palabras fueron " Signore ti amo " (en italiano , "Señor, te amo").

## Capilla ardiente

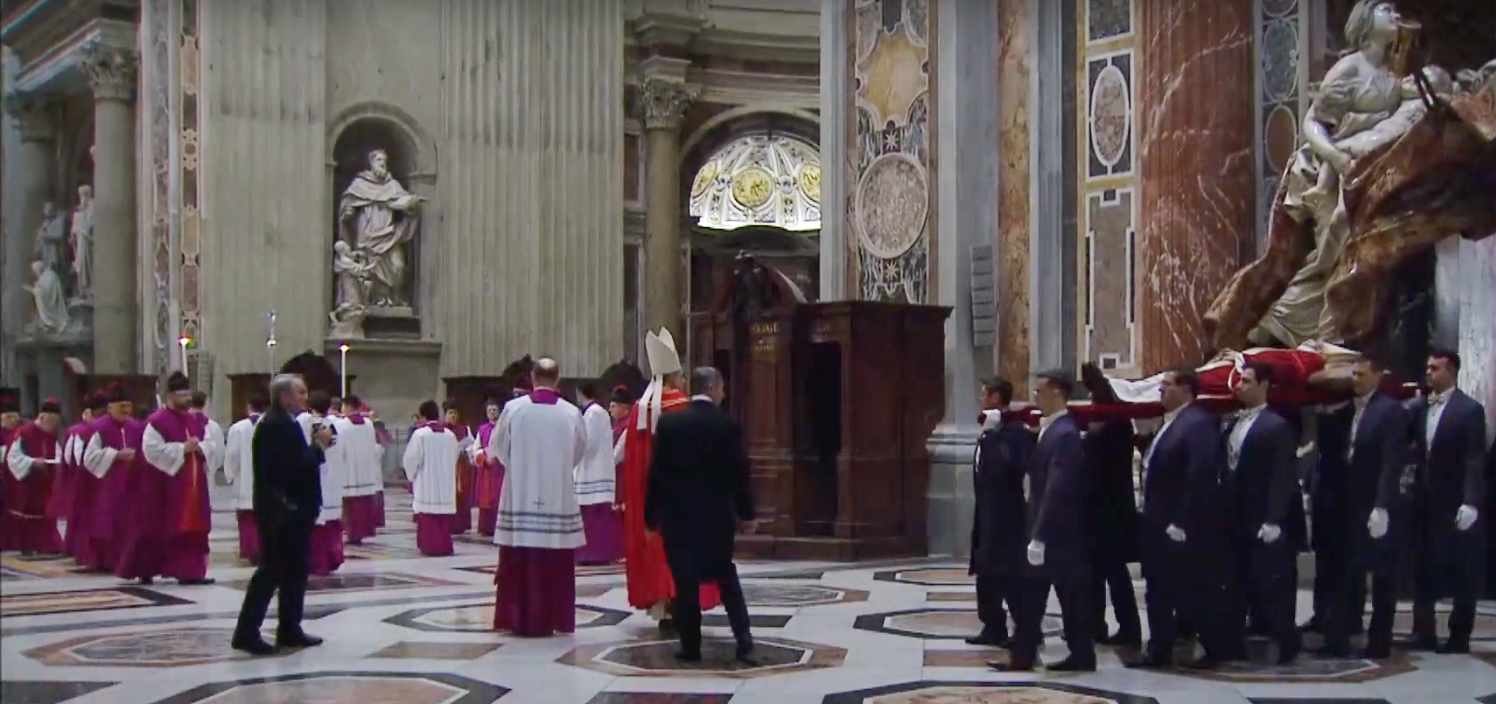
El cuerpo de Benedicto XVI llevado a la Basílica de San Pedro, por los sediarios pontificios, el 2 de enero.

La Santa Sede tiene procedimientos que rigen los rituales relacionados con las muertes y los funerales papales, pero están diseñados específicamente para las muertes de los papas en ejercicio.
En un primer momento, el cuerpo de Benedicto XVI fue depositado en la capilla del Monasterio Mater Ecclesiae, donde fue velado privadamente por las personas más cercanas a él. Estaba vestido con vestiduras rojas, el color litúrgico que se emplea para las exequias de los papas, y sobre su cabeza una mitra simple. No llevaba el palio ni portaba la férula, como se hace con los papas, debido a su condición de emérito. Entre sus manos entrelazadas sostenía un rosario.
En la mañana del 2 de enero, el cuerpo de Benedicto XVI fue trasladado a la Basílica de San Pedro, lugar en el que se instaló la capilla ardiente, y donde permaneció expuesto durante tres días, para que los fieles pudieran acudir a despedirse y rendirle homenaje. Acudieron unas 200.000 personas, incluyendo monarcas y líderes políticos de distintos países, formándose largas colas y sobrepasando las previsiones de afluencia.

## Funeral

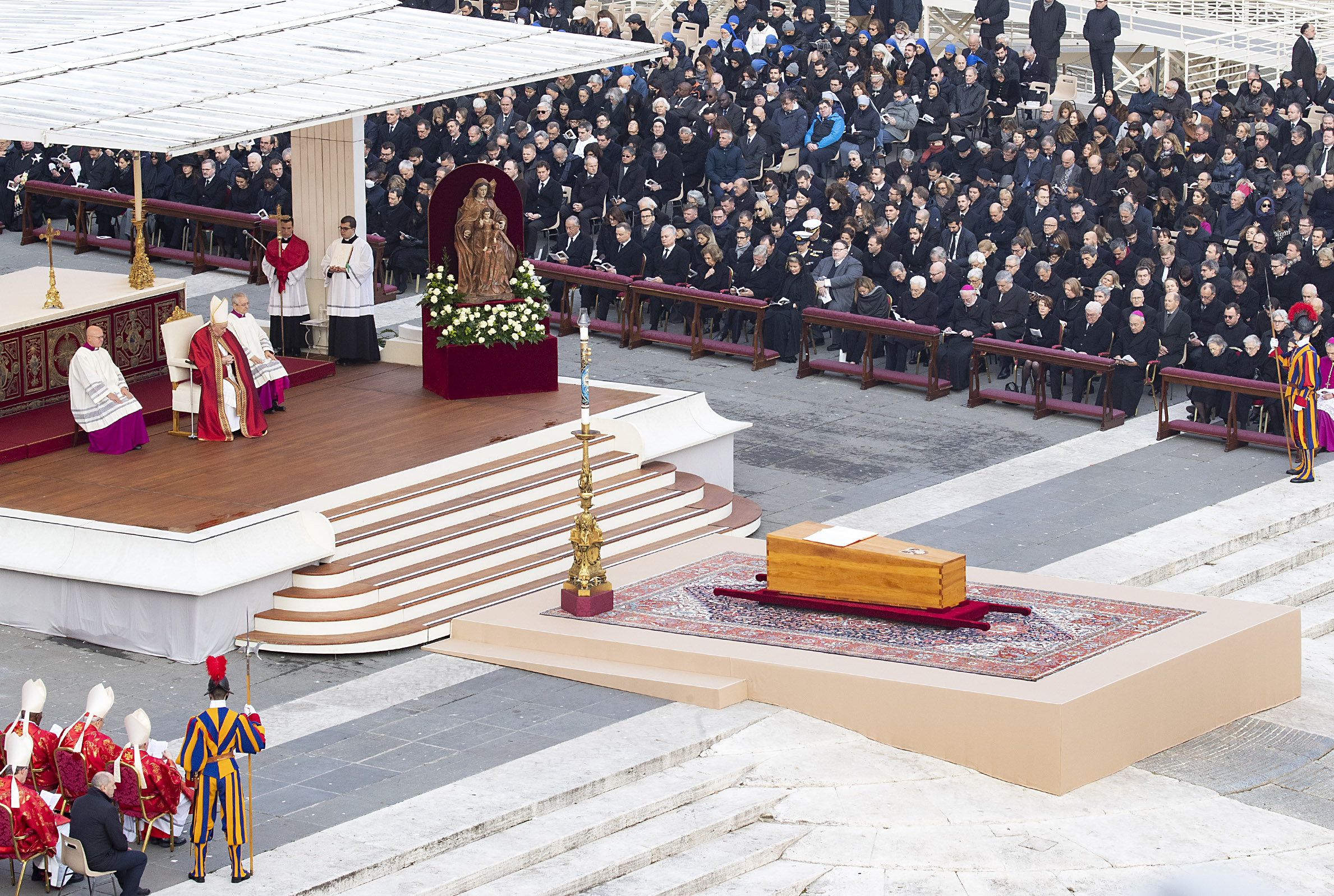
Misa exequial por el papa emérito Benedicto XVI, presidida por el papa Francisco.

El folleto de la misa fúnebre de Benedicto se publicó el 3 de enero. Matteo Bruni, el director de la Oficina de prensa de la Santa Sede, dijo que se había adaptado del servicio de entierro papal habitual, omitiendo partes aplicables a la muerte de un papa reinante.

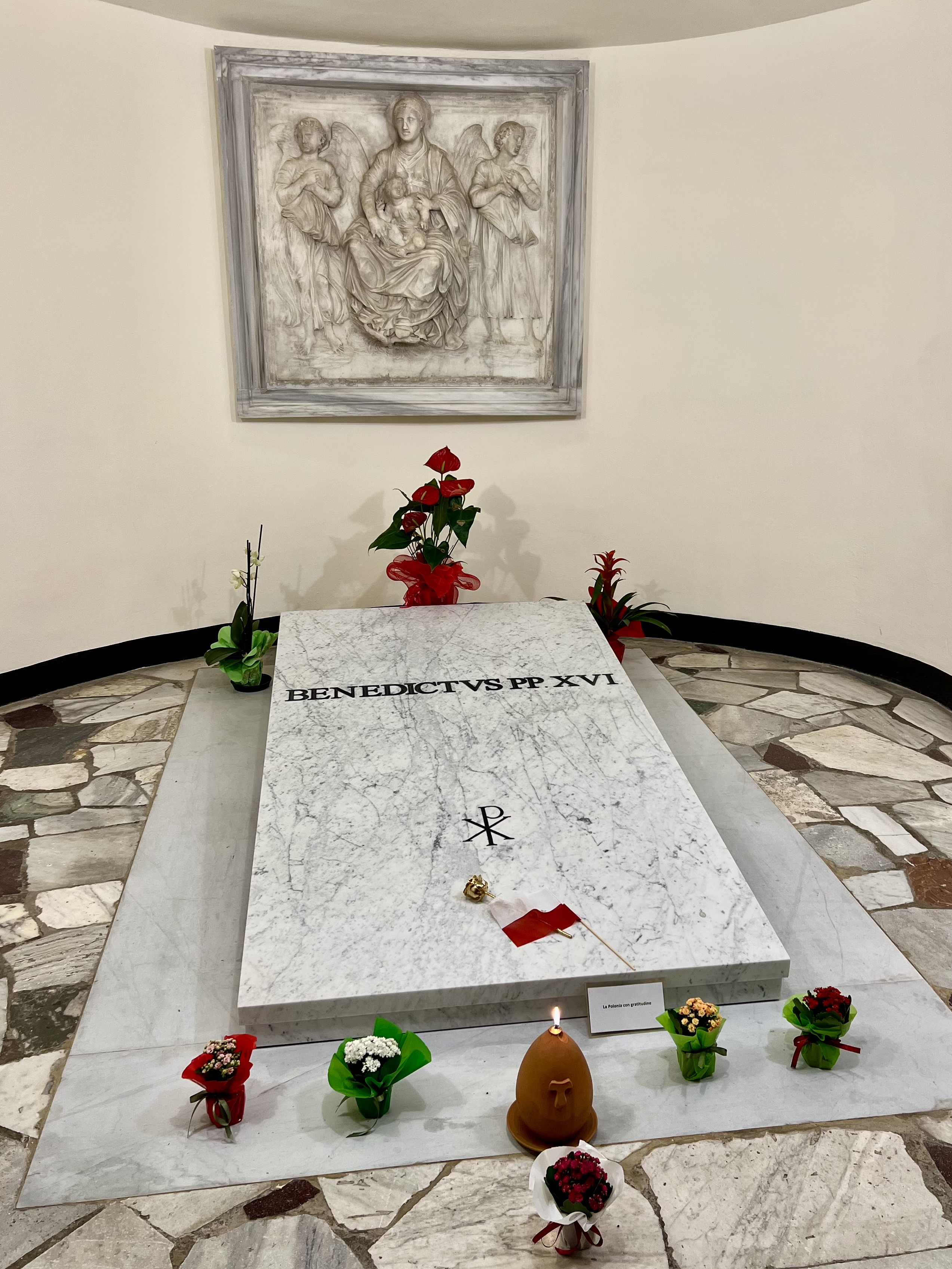
Tumba de Benedicto XVI.

Benedicto XVI, fue enterrado en las grutas vaticanas, después de haberse realizado la misa exequial. Los restos mortales fueron colocados en un ataúd de madera de ciprés, en el que también se introdujeron el palio, medallas y monedas acuñadas durante su pontificado, así como un texto, llamado rogito, conservado en un cilindro metálico, y que recuerda la vida y el ministerio del pontífice fallecido.

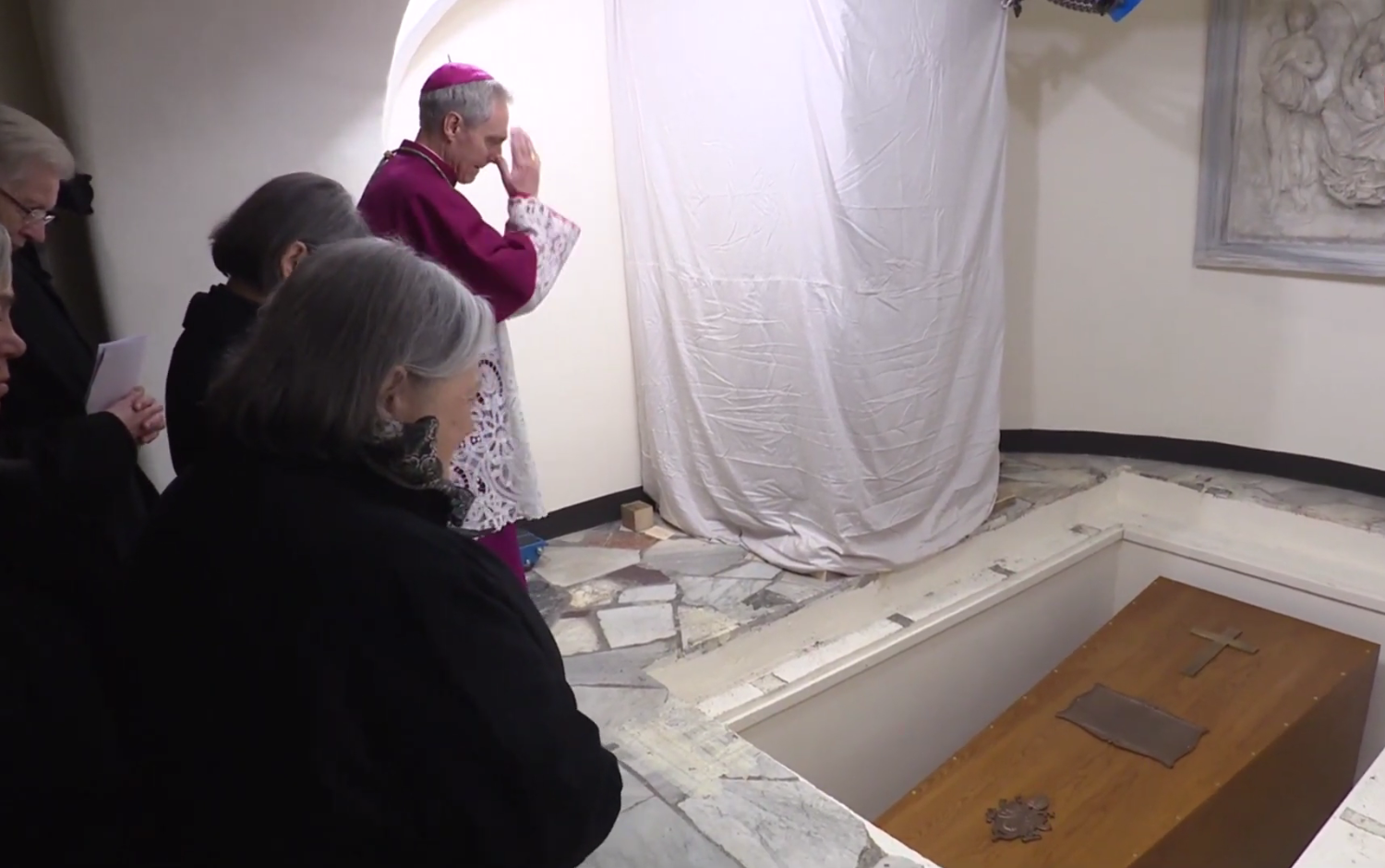
Momento de la inhumación del féretro de Benedicto XVI en las grutas vaticanas.

Tras el funeral, este ataúd, que fue atado con una cinta y ésta marcada con los sellos oficiales, fue a su vez colocado en un revestimiento de zinc, que fue soldado y nuevamente grabado con sellos. Finalmente fue colocado a su vez en otro ataúd de madera para ser enterrado en las grutas, en la misma capilla donde estuvo la tumba de Juan Pablo II, antes de ser trasladado a la capilla de San Sebastián de la basílica de San Pedro.
La última vez en la historia que un papa presidió el funeral de su predecesor fue en 1802, cuando Pío VII celebró el funeral de Pío VI.
Posterior a su sepelio, se anunció que el público en general podrá visitar la tumba.

### Dignatarios presentes en el funeral
De acuerdo con la solicitud de Benedicto XVI de un funeral sencillo, solo los gobiernos de Italia y su Alemania natal fueron invitados a enviar delegaciones oficiales, aunque representantes de otros países y organizaciones pudieron participar "a título privado".

#### Clase religiosa
- Reinhard Marx, cardenal y arzobispo de Múnich y Frisinga.[49]
- Rainer Maria Woelki, cardenal y arzobispo de Colonia.[50]
- Andrew Yeom Soo-jung, cardenal y arzobispo emérito de Seúl.[51]
- Georg Bätzing, obispo de Limburgo y presidente de la Conferencia Episcopal Alemana.[50]
- Rudolf Voderholzer, obispo de Ratisbona.[50]
- Stefan Oster, obispo de Passau.[50]
- Gregor Maria Franz Hanke, obispo de Eichstätt.[50]
- Ludwig Schick, arzobispo emérito de Bamberg.[50]
- Ian Ernest, representante personal del arzobispo de Canterbury ante la Santa Sede.[52]
- Ignacio José III Younan, patriarca de Antioquía y todo el Oriente de los siríacos para la Iglesia católica siríaca.[51]
- Metropolitano Anthony, presidente del Departamento de Relaciones Eclesiásticas Externas del Patriarcado de Moscú.[50]

#### Clase política
- Estados Unidos: Joe Donnelly, embajador de Estados Unidos ante la Santa Sede, enviado del presidente Joe Biden.[53]
- Taiwán: Chien-Jen Chen, exvicepresidente de Taiwán.[54]
- Austria: Heinz Fischer, expresidente de Austria[55]
- Chipre: Ioannis Kasoulidis, ministro de Relaciones Exteriores.[56]
- República Checa: Petr Fiala, primero ministro
- Alemania: 
  - Frank-Walter Steinmeier, presidente de Alemania, y la primera dama Elke Büdenbender.[57]
  - Olaf Scholz, canciller.[57]
  - Bärbel Bas, presidenta del Bundestag[57]
  - Peter Tschentscher, presidente del Bundesrat[57]
  - Stephan Harbarth, presidente del Tribunal Constitucional Federal[57]
  - Markus Söder, ministro-presidente de Baviera[57]
  - Günther Beckstein, exministro-presidente de Baviera[57]
  - Edmund Stoiber, exministro-presidente de Baviera[57]
- Hungría: Katalin Novák, presidenta de Hungría.[58]
- República de Irlanda Frances Collins, embajadora ante la Santa Sede.[59]
- Italia: Sergio Mattarella, presidente de Italia
- Liechtenstein: Príncipe Stefan de Liechtenstein, embajador ante la Santa Sede.[60]
- Lituania: Gitanas Nausėda, presidente de Lituania.[61]
- Polonia: Andrzej Duda, presidente de Polonia
- Portugal: Marcelo Rebelo de Sousa, presidente de Portugal
- España:
  - Reina Sofia de Grecia
  - Félix Bolaños, ministro de la Presidencia
  - Isabel Celaá, embajadora ante la Santa Sede.
- Bélgica:
  - Rey Felipe de Bélgica.
  - Reina consorte Matilde d'Udekem d'Acoz.[62]

## Reacciones internacionales

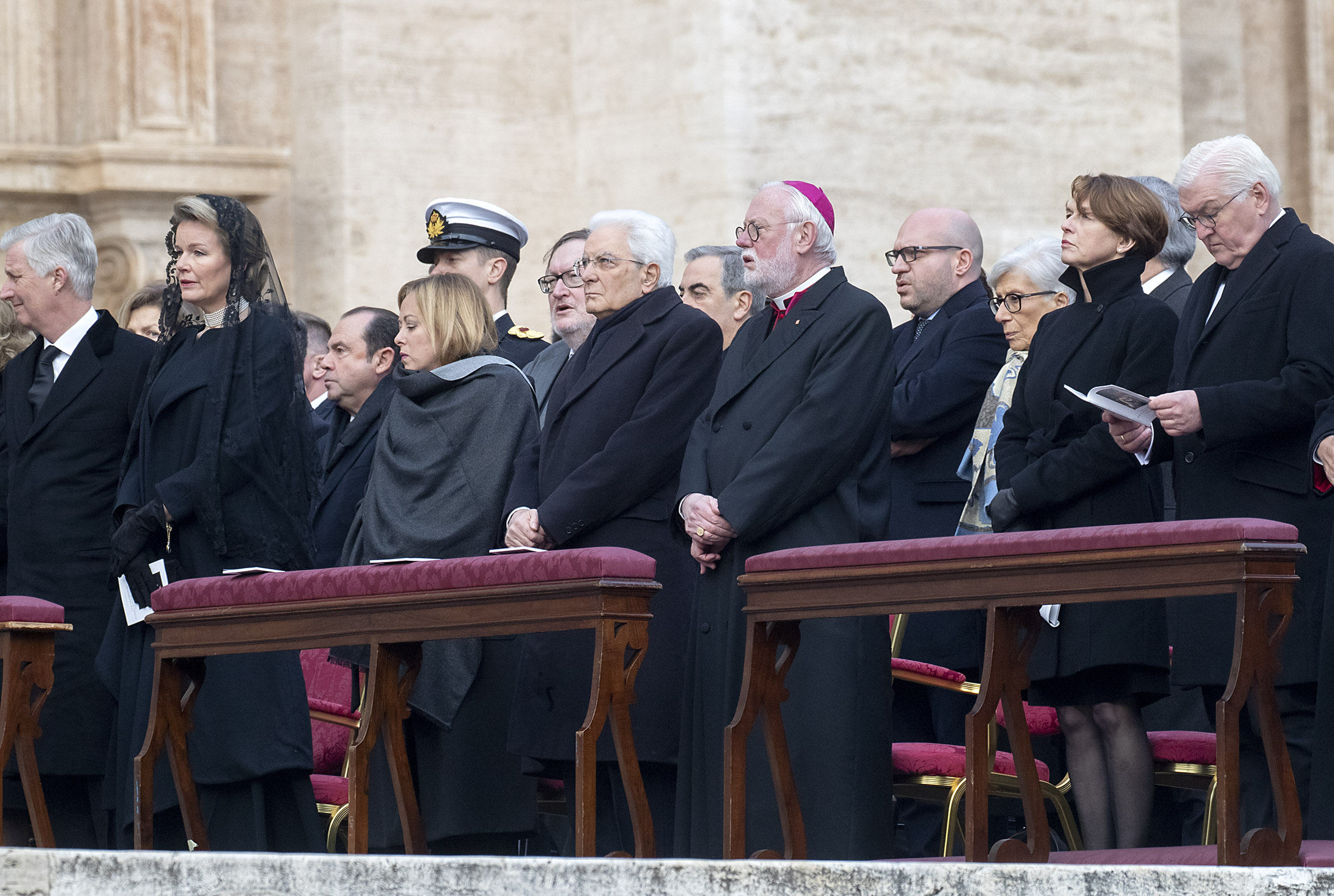
Algunos de los dignatarios presentes en el funeral de Benedicto XVI.

Numerosas reacciones suscitó en todo el orbe el fallecimiento del papa emérito:
- Estados Unidos: El presidente Joe Biden emitió un comunicado en el que dijo que Benedicto XVI "será recordado como un teólogo de renombre, con toda una vida de devoción a la Iglesia, guiado por sus principios y su fe".[63]
  - La presidenta de la Cámara de Representantes, Nancy Pelosi, emitió un comunicado en el que dijo que Benedicto XVI fue "un líder mundial cuya devoción, erudición y mensaje esperanzador conmovieron los corazones de personas de todas las religiones".[64]
  - El líder de la minoría del Senado, Mitch McConnell, dijo en Twitter que el difunto papa era "un erudito brillante y una luz de referencia para los católicos de todo el mundo".[65]
  - El arzobispo de Nueva York, el cardenal Timothy Dolan, emitió un comunicado en el que decía: “La familia humana lamenta el fallecimiento de este hombre erudito, sabio y santo, que dijo la verdad con amor”, y señaló que Benedicto lo nombró arzobispo y lo nombró cardenal.[66]
- Ecuador: El presidente Guillermo Lasso, envió sus sentimientos de pesar a través de Twitter:

"Conmovido con la noticia del fallecimiento del Papa Emérito Benedicto XVI, envío mis sentimientos de pesar y los del pueblo ecuatoriano al Papa Francisco y a todos los católicos del orbe"

- Estado de Palestina: El presidente Mahmoud Abbas dijo en un telegrama de condolencias:

"Lamentamos su muerte con ustedes, recordando nuestra recepción de Su Santidad en Belén, el lugar de nacimiento de Cristo, el día en que fue un querido huésped en Tierra Santa en mayo de 2009, llevando un mensaje de amor y paz para el mundo. Durante su visita, se reunió con figuras palestinas islámicas y cristianas en el Noble Santuario de nuestra capital Jerusalén, y en el Campamento Aida para refugiados palestinos, y expresó su solidaridad y apoyo a la libertad e independencia de nuestro pueblo, en su Estado palestino".

- Israel: El primer ministro Benjamin Netanyahu emitió un comunicado en nombre de todos los ciudadanos de Israel enviando "profundas condolencias al mundo cristiano por el fallecimiento del Papa Benedicto XVI" y señalando que el papa Benedicto

"fue un gran líder espiritual que estuvo totalmente comprometido con la reconciliación histórica". entre la Iglesia católica y el pueblo judío, tradición que continuó en su histórica visita a Israel en 2009".

- México: El presidente Andrés Manuel López Obrador dijo a través de su cuenta de Twitter:

Hoy ha fallecido el papa en retiro, Benedicto XVI. Nuestro pésame a la Iglesia Católica y a los católicos, así como también a El Vaticano, del cual fue Jefe de Estado. Lo reconocemos asimismo por ser un prominente estudioso y teólogo destacado. Descanse en paz";

 así mismo el secretario de Relaciones Exteriores, Marcelo Ebrard expresó: 

“Lamento enterarme del fallecimiento de Joseph Ratzinger, Papa Emérito Benedicto XVI y Sumo Pontífice de la Santa Iglesia Romana de 2005 a 2013. Nuestro más sentido pésame a la comunidad católica. Que en paz descanse”.

- Luxemburgo: El gran duque de Luxemburgo, Enrique, dijo en un comunicado:

"Santo Padre, la gran duquesa y yo estamos muy tristes por el anuncio de la muerte de Su Santidad el papa Benedicto XVI. Inteligencia y gentileza son las dos palabras que espontáneamente vienen a la mente cuando persiguió incansablemente su misión como pastor y maestro, incluso después de su renuncia al trono papal en 2013. Te ofrecemos nuestras más sinceras condolencias y, a través de ti, a toda la comunidad cristiana. Henri".

- España: El rey Felipe VI de España, emitió un comunicado:

"Benedicto XVI dirigió a la Iglesia católica con una extraordinaria vocación de servicio, humildad, entrega y amor. Conservamos, con profundo sentimiento, el cariño con el que siempre distinguió a España con sus visitas a Valencia, Santiago de Compostela, Barcelona y Madrid".

- - El presidente del Gobierno, Pedro Sánchez, dio sus condolencias a la Iglesia a través de Twitter y afirmó que el fallecido pontífice era "un gran teólogo entregado al servicio de los demás, la justicia y la paz".[74]
- Naciones Unidas: El secretario general António Guterres dijo en Twitter que Benedicto XVI "inspiró (a la gente) por su vida de oración y tenaz compromiso con la no violencia y la paz".[75]
- Brasil: 
  - El expresidente Jair Bolsonaro dijo en Twitter:

"Recibí, con gran pesar, la noticia de la muerte del papa (emérito) Benedicto XVI.- Aunque su pontificado fue breve, deja un inmenso legado para la Iglesia Católica, para todos los cristianos y para humanidad."

- - El presidente electo Luiz Inácio Lula da Silva dijo en Twitter:

"Recibí con dolor la noticia de la muerte del papa emérito Benedicto XVI. Tuvimos la oportunidad de hablar en su viaje a Brasil en 2007 y en el Vaticano, sobre su compromiso con la fe y las enseñanzas cristianas. Deseo consuelo a los fieles y admiradores del Santo Padre".

- - El vicepresidente Hamilton Mourão dijo en Twitter:

"Descanse en paz el papa emérito Benedicto XVI, un hombre digno y honorable que dedicó su vida a la obra de Dios y de la Iglesia Católica".

- Francia:
  - El presidente Emmanuel Macron dijo en Twitter en francés que sus "pensamientos están con los católicos en Francia y en todo el mundo".[79]
  - La primera ministra Élisabeth Borne dijo en Twitter: "El papa emérito Benedicto XVI ha fallecido. Saludo su compromiso de por vida. Fue un hombre de pensamiento y un gran teólogo cristiano".[80]
- Alemania: El canciller Olaf Scholz dijo en Twitter:

"Como papa 'alemán', Benedicto XVI fue un líder especial de la iglesia no solo en este país. El mundo ha perdido una figura formativa de la iglesia católica, una personalidad discutidora y un teólogo inteligente. Mis pensamientos están con el Papa Francisco".

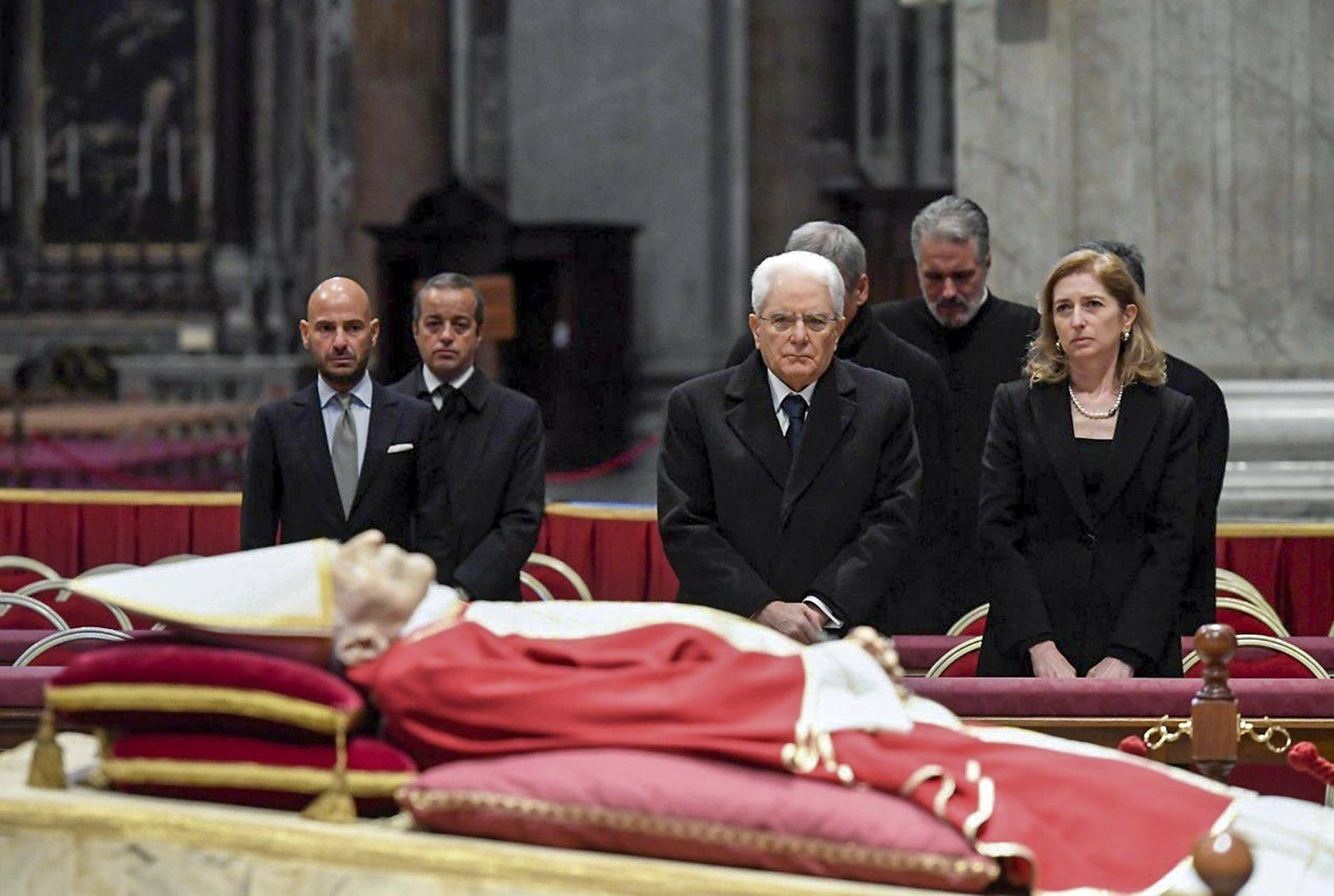
El presidente italiano Sergio Mattarella rindiendo homenaje al cuerpo de Benedicto XVI, el 2 de enero.

- Italia: La primera ministra Giorgia Meloni dijo en Twitter:

"Benedicto XVI fue un gigante de la fe y la razón. Puso su vida al servicio de la Iglesia universal y habló, y seguirá hablando, a los corazones y las mentes de los hombres con el espiritual, profundidad cultural e intelectual de su Magisterio".

- Filipinas: El presidente Bongbong Marcos dijo en Twitter:

"Estamos profundamente apenados al enterarnos del fallecimiento del papa emérito Benedicto XVI hoy. Filipinas es uno en ofrecer nuestras oraciones por el eterno descanso de su alma. Mantenemos a sus seres queridos en nuestras oraciones."

- Polonia: 
  - El presidente Andrzej Duda dijo en Twitter:

"El papa Benedicto XVI ha ido a la Casa del Padre. Hoy el mundo ha perdido a uno de los más grandes teólogos de los siglos XX y XXI, un estrecho colaborador de San Juan Pablo II. Su vida, obra y pastoral ministerio son un poste indicador entre muchos caminos tortuosos y engañosos de la actualidad.”

- - El primer ministro Mateusz Morawiecki dijo en Twitter:

"Hoy, el papa Benedicto XVI, uno de los más grandes teólogos de nuestro tiempo, terminó su largo peregrinaje a la casa del Padre. A lo largo de su vida mostró la profundidad espiritual e intelectual del cristianismo. Deja atrás un gran legado, que podamos continuarlo".

- República de Irlanda: 
  - El presidente Michael D. Higgins emitió un comunicado en el que dijo que Benedicto XVI

"será recordado también por el valor que asignó al trabajo intelectual y por el compromiso personal que le dio al mismo dentro de la Iglesia Católica Romana, trabajo que será respetado tanto por los partidarios como por los críticos".

- - Leo Varadkar emitió un comunicado, diciendo que estaba

"triste esta mañana al enterarse del fallecimiento del papa emérito Benedicto XVI. Al frente de la Iglesia Católica durante casi una década, el hijo de un oficial de policía y un cocinero, el primer alemán elegido como papa en mil años, finalmente fue un 'humilde trabajador en la viña del Señor'.

- Ucrania: El presidente Volodymyr Zelensky dijo en Twitter que Benedicto XVI fue "un destacado teólogo, intelectual y promotor de valores universales".[88]
- Reino Unido:

El rey Carlos III emitió un comunicado en el que decía que recordaba "con cariño [su] encuentro con [Benedicto XVI] durante [su] visita al Vaticano en el 2009".
- - El primer ministro Rishi Sunak dijo en Twitter:

"Me entristece saber de la muerte del papa emérito Benedicto XVI. Fue un gran teólogo cuya visita al Reino Unido en 2010 fue un momento histórico tanto para católicos como para no católicos en todo nuestro país. Mis pensamientos están con los católicos en el Reino Unido y en todo el mundo hoy".

- - El líder de la oposición, Keir Starmer, dijo en Twitter:

"Lamento enterarme de la muerte del papa emérito Benedicto. Su visita de estado en 2010 fue un momento histórico y alegre para los católicos en Gran Bretaña. Que descanse en paz".

- - El arzobispo de Canterbury, Justin Welby, emitió un comunicado en el que decía que Benedicto XVI

"fue uno de los más grandes teólogos de su época, comprometido con la fe de la Iglesia y firme en su defensa. En todas las cosas, sobre todo en sus escritos y predicaciones, miró a Jesucristo, la imagen del Dios invisible. Estaba muy claro que Cristo era la raíz de su pensamiento y la base de su oración ".

- - El arzobispo de Westminster, Vincent Nichols, dijo en Twitter:

"Me entristece profundamente saber de la muerte del papa Benedicto. Será recordado como uno de los grandes teólogos del siglo XX. Recuerdo con especial cariño la notable visita papal a estas tierras en 2010”.

- - El arzobispo de Cardiff, Mark O'Toole, emitió un comunicado en el que dijo que el "encuentro con Jesucristo de Benedicto XVI le dio a toda su vida un nuevo horizonte y una dirección definitiva".[95]
- Australia:
  - El primer ministro Anthony Albanese dijo que estaba "triste al enterarse del fallecimiento del papa emérito Benedicto XVI esta noche. Que descanse en paz eterna".[96]
  - El arzobispo de Sídney Anthony Fisher dijo que Benedicto XVI:

"era el más gentil de los hombres, lo encontré en mis varios encuentros con él. Al final, lo que le importaba era ser fiel a Jesucristo y ser amoroso con el pueblo de Cristo, y que lo hizo con creces".

- Canadá:
  - El primer ministro Justin Trudeau dijo que Benedicto XVI "fue un consumado teólogo y erudito, y fue una inspiración para millones".[97]
  - El líder de la Oposición Oficial, Pierre Poilievre, dijo que Benedicto XVI "ofreció un servicio humilde y una riqueza de rica profundidad teológica para más de mil millones de fieles católicos".
  - El obispo Raymond Poisson, presidente de la Conferencia Canadiense de Obispos Católicos, dijo que Benedicto XVI "deja un gran legado de enseñanza que seguirá inspirándonos".
- Dinamarca
  - En un comunicado para el papa Francisco, través de la cuenta oficial de Instagram de la familia real danesa, la Reina Margarita II dijo:

"Su  Santidad, Por favor acepte mis más profundas condolencias por la muerte del papa emérito Benedicto XVI. Recordaremos al papa Benedicto como un teólogo renombrado y un servidor de la Iglesia católica durante toda su vida".

- Argentina:
  - El Ministerio de Relaciones Exteriores y Culto emitió un comunicado expresando sus condolencias.
  - El embajador argentino en Brasil, Daniel Scioli, lo calificó de "brillante teólogo".
  - El gobernador de Córdoba, Juan Schiaretti, expresó sus condolencias y dijo que Benedicto XVI se “sacrifico por la Iglesia”.[100]
- Costa Rica: El presidente Rodrigo Chaves declaró cuatro días de duelo nacional por la muerte de Benedicto XVI.[101]
- Austria:
  - El presidente de Austria, Alexander Van der Bellen, expresó sus condolencias "en nombre de la República y también personalmente" y afirmó que Benedicto XVI "estaba conectado con Austria de una manera especial"."[102]
  - El canciller Karl Nehammer tuiteó:

"Juntos, los católicos lloramos por el Papa Benedicto XVI", y agregó que Benedicto XVI era "uno de los pocos líderes de la iglesia de habla alemana" y una "figura histórica notable".

- Paraguay:
  - El presidente Mario Abdo Benítez dijo en Twitter:

“Nos unimos al dolor por el fallecimiento del Papa emérito Benedicto XVI, quien dejó un fructífero legado y demostró en su vida que la fe, la razón y la justicia pueden ir de la mano. Descanse en paz”.

- - El candidato presidencial Efraín Alegre dijo en Twitter:

"Descanse en paz Benedicto XVI. Papa emérito, su sabiduría y grandeza al frente de la Iglesia nos habla de un gran líder y cristiano. Que Dios y la virgen lo tengan en su gran gloria".

- República Checa:
  - El presidente Miloš Zeman ofreció sus condolencias en una carta enviada al papa Francisco, destacando que su visita al país en 2009 fue "uno de los grandes momentos en la historia moderna del país".[106]
  - El primer ministro Petr Fiala, a través de las redes sociales, ofreció sus condolencias y afirmó que Benedicto XVI fue "una de las principales figuras intelectuales de nuestro tiempo".[106]
- Rusia: 
  - El presidente Vladímir Putin se refirió a Benedicto XVI como "una destacada figura religiosa y estadista [y] un firme defensor de los valores cristianos tradicionales".[107]
  - El patriarca Cirilo de Moscú destacó la importancia de la contribución de Benedicto XVI para dar testimonio de Cristo en un mundo secularizado y defender los valores morales tradicionales. Destacó que durante el pontificado de Benedicto XVI, las relaciones entre la Iglesia católica y la Iglesia ortodoxa rusa "mejoraron considerablemente, en un espíritu de cooperación fraterna".
- Portugal:
  - El presidente Marcelo Rebelo de Sousa en un comunicado en el sitio web de la Presidencia de la República. recordó el papa Benedicto XVI,

“A lo largo de sus ocho años de Pontificado, el Papa Benedicto XVI siguió siendo un símbolo de estabilidad y defensa de los valores de la Iglesia Católica: Amor al prójimo, Solidaridad y apoyo a los más pobres y desprotegidos y la importancia de Perdón y Reconciliación"

, el presidente recordó también la Visita Apostólica del papa Benedicto XVI a Portugal, en mayo de 2010, con motivo del 10.º aniversario de la beatificación de los Pastorcitos de Fátima, Francisco y Jacinta Marto, sin olvidar las palabras de aprecio expresado entonces hacia nuestro país.
- - El primer ministro António Costa recordó en Twitter haber recibido a Benedicto XVI en Lisboa cuando aún era alcalde y refiere que “su trabajo y dedicación seguirán siendo una referencia para los fieles de todo el mundo”.[108]
  - El presidente de la Asamblea de la República de Portugal, Augusto Santos Silva, lamentó la muerte del papa emérito, diciendo que esto

“sumerge a la Iglesia Católica y a sus fieles en un profundo luto. Rindo homenaje a su memoria, destacando su talla intelectual y el gesto fundacional de resignación".

- Sudáfrica: El presidente Cyril Ramaphosa emitió un comunicado en el que dijo que los sudafricanos

"reflexionan con profunda consideración sobre el espíritu que el Papa Benedicto XVI brindó a su Iglesia y a la humanidad en general".

- Singapur: 
  - La presidenta Halimah Yacob, en su carta al papa Francisco, dijo que estaba

"profundamente entristecida" al enterarse del fallecimiento del ex Papa, y agregó que la comunidad católica lo recordará por sus "contribuciones desinteresadas a la fe católica, defendiendo causas de la paz y el desarrollo".

- - El primer ministro Lee Hsien Loong, en su carta al cardenal secretario de Estado de la Santa Sede, Pietro Parolin, expresó su "más sentido pésame" en nombre del Gobierno de Singapur.[110]
- Unión Europea:
  - La presidenta Ursula von der Leyen dijo que estaba triste por su muerte. “Mis pensamientos están con todos los católicos”. Ella mencionó explícitamente su renuncia en 2013, lo que dijo que "envió una señal fuerte". “Se vio a sí mismo ante todo como un servidor de Dios y de su Iglesia”.
  - Mientras tanto la presidenta del Parlamento Europeo Roberta Metsola declaró: “Europa lo llora. Puede él descansar en paz.
- Panamá: El presiente Laurentino Cortizo escribió en su cuenta de Twitter:

"Me uno al sentir de la Iglesia Católica por el fallecimiento del Papa emérito Benedicto XVI, uno de los grandes teólogos de los siglos XX y XXI. Expreso mis condolencias al @Pontifex_es, al Nuncio Apostólico en Panamá, Mons. Dagoberto Campos Salas, y a Mons. José Domingo Ulloa".

.
- Rumanía: Margarita de Rumania, envió un telegrama personal al papa Francisco y expresó sus condolencias a los católicos en Rumania, Moldavia y en todo el mundo.[112]
- Colombia: 
  - El expresidente Álvaro Uribe, se sintió conmocionado por el fallecimiento del pontífice, expresandose en Twitter: "Gracias Su Santidad, fue una buena conversación"[113]
  - El también expresidente Iván Duque, se expreso diciendo:

"Con la muerte del Papa Benedicto XVI se despide uno de los teólogos más importantes de la humanidad y uno de los más rigurosos doctrinarios de la Iglesia Católica. Su rigor en la fe y vocación de servicio será siempre recordada como sello de su pontificado. Descanse en paz."

- - El ministro del Interior, Alfonso Prada se expresó también:

"Triste noticia para el pueblo católico de colombia y del mundo la muerte del Papa Emérito Benedicto XVI, uno de los líderes más importantes de la iglesia y de la humanidad. Paz en su tumba."